# Controller
Controller er en generel betegnelse for en økonom ansat i en privat virksomhed. Titlen bruges desuden sporadisk i den offentlige sektor. Titlens indhold er ikke veldefineret, hvorfor indholdet af en controllers job kan variere fra virksomhed til virksomhed.

## Typer
Man sondrer primært mellem en financial og business controller. En financial controller arbejder med regnskabsudarbejdelse, mens en business controller beskæftiger sig med økonomistyring, rentabilitet og øvrig ledelsesinformation. I nogle tilfælde – oftest i små og mellemstore virksomheder – er der overlap mellem de to funktioner. Desuden afhænger behovet for controlling i høj grad af, hvor avanceret virksomhedens aktiviteter er. 
Controllere er som oftest enten diplomøkonomer – HD – eller økonomiske kandidater, primært cand.merc..